# Baccio Ciarpi

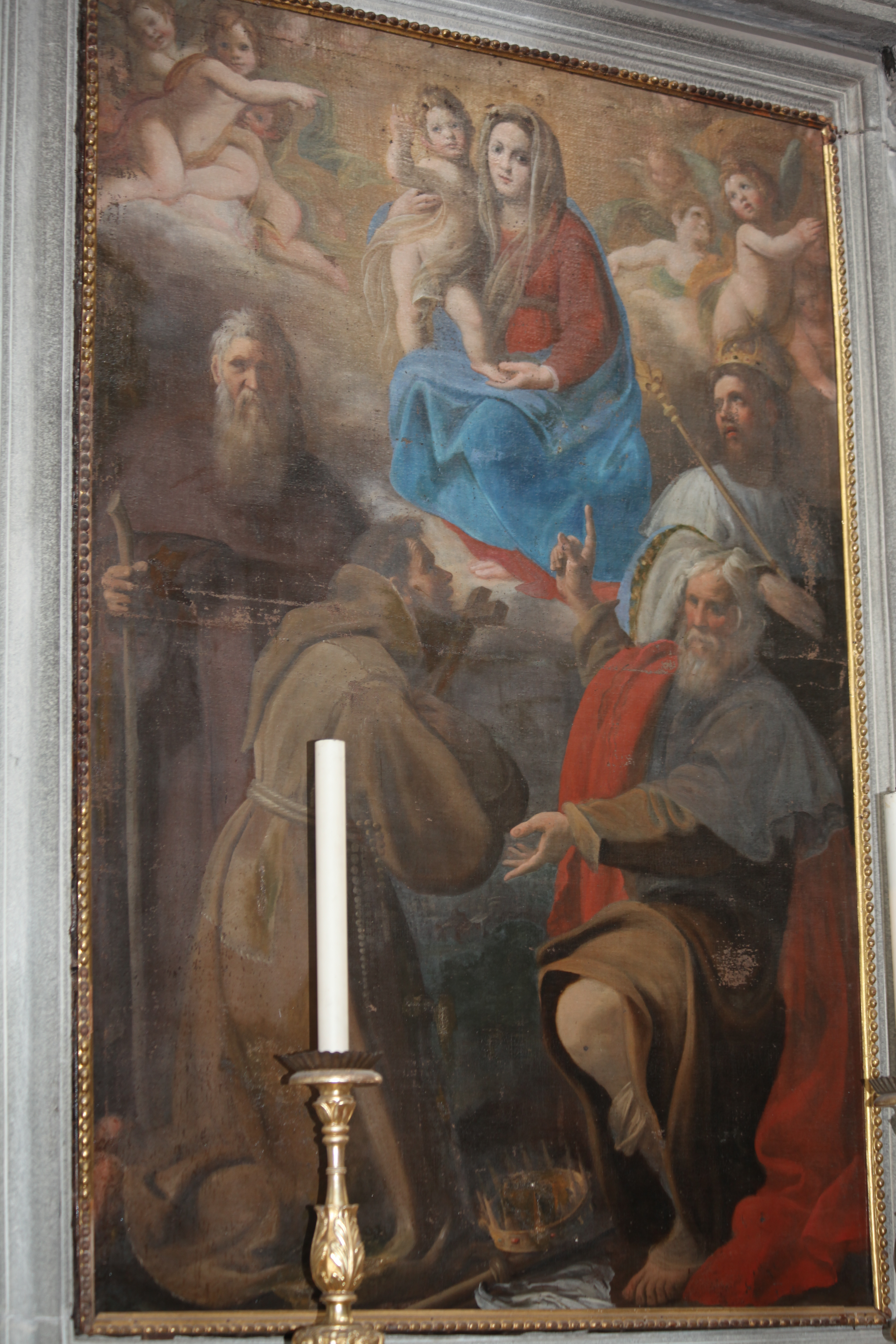
Madonna con Bambino e i Santi Antonio abate, Francesco e altro santo pellegrino

Lorenzo Bartolomeo Ciarpi noto come Baccio Ciarpi (Barga, 1574 – Roma, 1654) è stato un pittore italiano.

## Biografia
Dopo un breve soggiorno a Firenze a contatto con l'ambiente di Santi di Tito, si stabilì ancora molto giovane a Roma, dove intrattenne col fiorentino Andrea Commodi stretti rapporti che si riflettono nelle sue prime opere, per esempio la Morte di san Benedetto, eseguito prima del 1610 per il monastero dei benedettini sublacensi a Roma, e le sette tele per il convento romano Santa Lucia in Selci, eseguite tra il 1614 ed il 1615. In seguito aggiunse una luminosità caravaggesca alle sue composizioni chiare ed efficaci, di ispirazione controriformata. 
Fu particolarmente attivo all'Aquila, tra le sue opere si ricorda il Battesimo di Costantino del 1614, un San Silvestro ed il Martirio di santa Giusta e il Martirio di san Giacomo entrambi eseguiti nel 1631 per la chiesa di Santa Giusta.
Nel corso degli anni '30 e '40 lavorò ripetutamente in Garfagnana, anche se non gli mancarono importanti commissioni romane, come l'Orazione nell'orto del 1632 per la chiesa della Concezione sotto il patronato dei Barberini.
Suo allievo fu Pietro da Cortona, il quale si formò seguendo l'interesse del maestro per la tradizione riformata e per le novità provenienti da Rubens.